# Saiha
Saiha là một thị trấn thống kê (census town) của quận Saiha thuộc bang Mizoram, Ấn Độ.

## Địa lý
Saiha có vị trí 22°29′B 92°58′Đ / 22,48°B 92,97°Đ Nó có độ cao trung bình là 729 mét (2391 feet).

## Nhân khẩu
Theo điều tra dân số năm 2001 của Ấn Độ, Saiha có dân số 19.731 người. Phái nam chiếm 52% tổng số dân và phái nữ chiếm 48%. Saiha có tỷ lệ 79% biết đọc biết viết, cao hơn tỷ lệ trung bình toàn quốc là 59,5%: tỷ lệ cho phái nam là 80%, và tỷ lệ cho phái nữ là 77%. Tại Saiha, 16% dân số nhỏ hơn 6 tuổi.